# Platyzosteria biloba
Platyzosteria biloba är en kackerlacksart som beskrevs av Henri Saussure 1869. Platyzosteria biloba ingår i släktet Platyzosteria och familjen storkackerlackor. Inga underarter finns listade i Catalogue of Life.